# Lengfeld (Adelsgeschlecht)

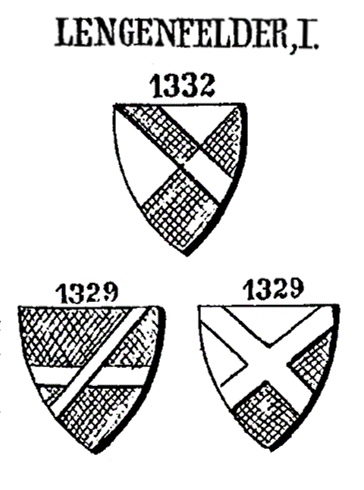
Frühe Wappen der Lengenfelder (I.) bei Johann Siebmacher

Die Edlen von Lengfeld oder von Lengenfeld, auch Lengenfelder genannt, waren ein Rittergeschlecht aus dem Oberpfälzischen Lengenfeld. Ihr Wappen war wegen ihrer Beteiligung in der Schlacht bei Mühldorf am Isartor abgebildet.

## Geschichte
Nicht unwahrscheinlich, wie manche Quellen wiedergegeben, wurde Heinrich von Lengfeld nach dem Aussterben der Herren von Eggenfelden mit Eggenfelden belehnt, woraufhin er ebenda ein Schloss erbaute.
Er hatte Ludwig dem Bayer für die Schlacht bei Mühldorf viele Pferde zur Verfügung gestellt.
Heinrichs Nachkommen machten sich um Eggenfelden verdient, beispielsweise erbaute Magdalena von Lengfeld im Jahr 1492 ein Spital zu Kirchberg und eine dazugehörige gotische Kirche, worin sie begraben liegt. Ihr Epitaph ist möglicherweise noch erhalten.
Die Herren von Lengfeld besaßen einst die Burg Welchenberg, in Siebmachers Wappenbuch werden die Lengenfelder von Welchenberg allerdings einem eigenständigen Geschlecht mit abweichendem Wappen zugeordnet.

## Wappen
Eines der verschiedenen, sich ähnelnden Wappen der Herren von Lengfeld zeigt einen von rot und silber geteilten Schrägbalken. Dieser wiederum teilt den bereits in ebendiesen Farben senkrecht zum Schrägbalken geteilten Schild. Dieses, im Jahr 1332 von Heinrich von Lengfeld geführte Wappen war vor der Reduzierung der Wappen am Isartor daran abgebildet.

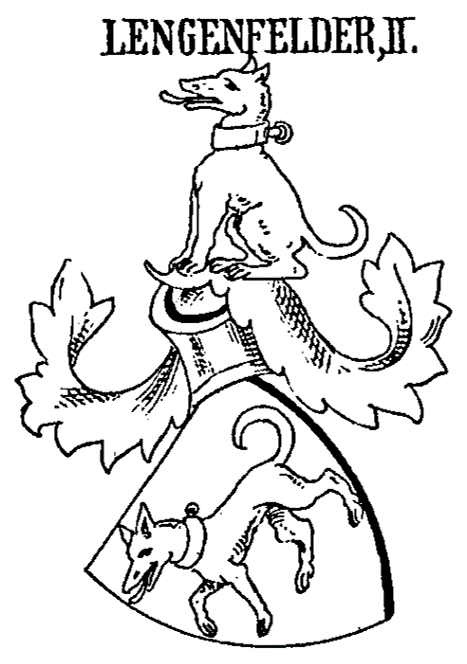
Wappen der Lengenfelder (II.)
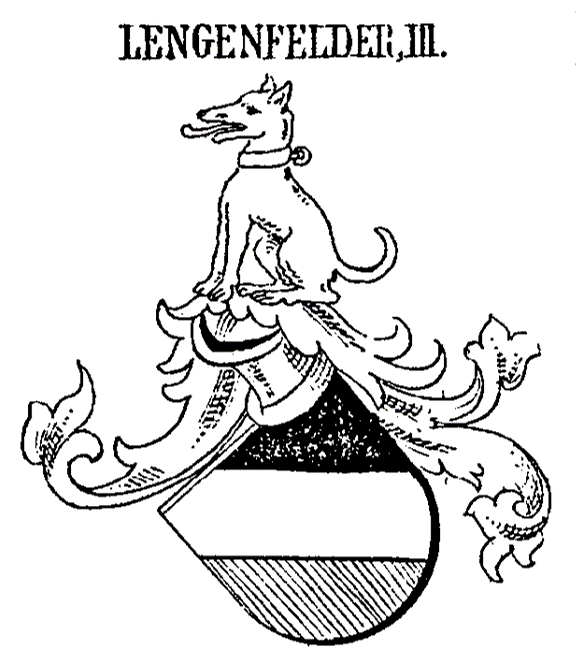
Wappen der Lengenfelder (III.)
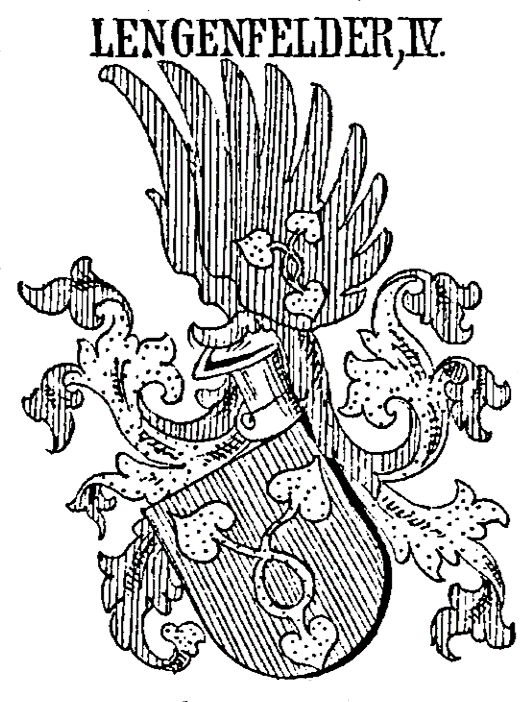
Wappen der Lengenfelder (IV.)